# Lithocarpus rufovillosus
Lithocarpus rufovillosus là một loài thực vật có hoa trong họ Cử. Loài này được (Markgr.) Rehder mô tả khoa học đầu tiên năm 1929.